# Gemeine Krötenviper
Die Gemeine Krötenviper (Causus rhombeatus), auch Rauten-Krötenviper, Krötenotter oder Gemeine Krötenotter genannt, ist eine Vipernart aus der Unterfamilie der Echten Vipern und zählt zur Gattung der Krötenvipern (Causus).

## Merkmale
Causus rhombeatus erreicht eine Gesamtlänge zwischen 60 und 90 cm. Der Körper ist leicht gedrungen und häufig seitlich leicht abgeflacht. Der Kopf ist relativ kurz, besitzt eine abgerundete Schnauze und ist mäßig stark vom Hals abgesetzt. Die Pupillen sind bei Lichteinfall rund. Die Grundfärbung des Körpers ist grau bis braun. Entlang des Rückens zeichnen sich 20 bis 30 dunkelgraue, rhombische Flecken ab. Kopfhinterseits zeigt sich ein dunkler Winkelfleck. Die Bauchseite ist gelblich bis hellgrau gefärbt. Der Giftapparat besteht, wie für Vipern typisch, aus seitlich des Schädels befindlichen Giftdrüsen (spezialisierte Speicheldrüsen) und im vorderen Oberkiefer befindlichen, beweglichen Fangzähnen (solenoglyphe Zahnstellung). Bei Causus rhombeatus sind die Giftdrüsen auffällig groß und reichen seitlich des Halses weit nach hinten.

### Pholidose
Die Pholidose (Beschuppung) zeigt folgende Merkmale:
- Kopfoberseits natternartige Schilde, groß und aneinander stoßend,
- der Canthus ist stumpf,
- 6 bis 7 Oberlippenschilde (Supralabialia),
- 8 bis 11, selten bis 13 Unterlippenschilde (Sublabialia),
- 17 bis 21 Reihen glatte bis schwach gekielte Rumpfschuppen (Scuta dorsalia),
- 134 bis 155 Bauchschilde (Scuta ventralia),
- 20 bis 33 Unterschwanzschilde (Scuta subcaudalia) und
- 1 ungeteiltes Analschild (Scutum anale).

## Systematik
Die Erstbeschreibung von Causus rhombeatus erfolgte im Jahr 1823 durch den deutschen Zoologen Martin Hinrich Lichtenstein unter der Bezeichnung Sepedon rhombeata. Es werden aktuell (Stand: 2018) keine Unterarten aufgeführt.

## Verbreitung
Das Verbreitungsgebiet umfasst in Subsahara-Afrika Areale in Angola, Südafrika, Natal, Eswatini, Demokratische Republik Kongo, Sudan, Äthiopien, Somalia, Botswana, Sambia, Simbabwe, Mosambik, Tansania, Ruanda, Burundi, Uganda, Malawi, Kenia, Kongo, Kamerun, Zentralafrikanische Republik, Äquatorialguinea, Nigeria und Namibia. Es werden Biotope in bis zu 2200 Höhenmetern besiedelt. Innerhalb von Savannen wird Causus rhombeatus zumeist in gewässernahen Lebensräumen vorgefunden. Gelegentlich wird sie an Waldrändern oder auf Waldlichtungen angetroffen.

## Lebensweise
Causus rhombeatus führt eine vorwiegend nachtaktive und bodenbewohnende Lebensweise. Tagsüber werden leere Termitenhügel, Steinhaufen, verrottendes Laub oder Erdlöcher als Verstecke aufgesucht. Oftmals kann sie jedoch auch vor- oder nachmittags beim Sonnenbaden beobachtet werden. Insbesondere Nachts geht die Schlange auf Nahrungssuche am Boden sowie manchmal im Geäst niedriger Büsche. Zum Beutespektrum zählen Froschlurche und kleine Echsen, die durch den Geruchssinn aufgespürt werden. Frösche und Kröten werden oftmals lebend verschlungen, ohne dass zuvor eine Immobilisierung durch das Gift stattfindet.
Bei Provokation wird der Vorderkörper abgeflacht und es können Pufflaute ausgestoßen werden. Der Vorderkörper wird angehoben und in Schlingen gelegt. Die Art gilt als wenig aggressiv und relativ beißfaul.

### Fortpflanzung
Die Fortpflanzung erfolgt durch Oviparie, also eierlegend. Nach der Paarung können Weibchen den männlichen Samen bis zu fünf Monate speichern und somit zu späteren Zeitpunkten noch Befruchtungen durchführen. Ein Gelege umfasst 12 bis 26 Eier. Der Schlupf erfolgt drei bis vier Monate nach Eiablage. Die Jungschlangen messen beim Schlupf 14 bis 16 cm und ernähren sich von Kaulquappen und jungen Froschlurchen kurz nach der Metamorphose. Bei Causus rhombeatus kann eine Eiablage mehrmals jährlich stattfinden.

## Schlangengift
Bei einem Giftbiss können 20 bis 30 mg (Trockengewicht) Giftsekret abgegeben werden. Über die Zusammensetzung und Pharmakologie des Toxingemischs ist relativ wenig bekannt. Es hat vorwiegend hämotoxische Wirkung und besitzt Toxine, die Antithrombin III inaktivieren. Nennenswerte Einzelsubstanzen sind zum Beispiel Kallikrein-Cau1 und Neurotoxin-like protein 1.
Bissunfälle beim Menschen verlaufen zumeist mild, schwere Symptome werden kaum beobachtet. Mögliche Effekte können lokale Schmerzen, Schwellung, Lymphadenopathie und Hyperthermie sein. Die Therapie erfolgt symptomatisch. Ein Antivenin steht nicht zur Verfügung.